# Jæren

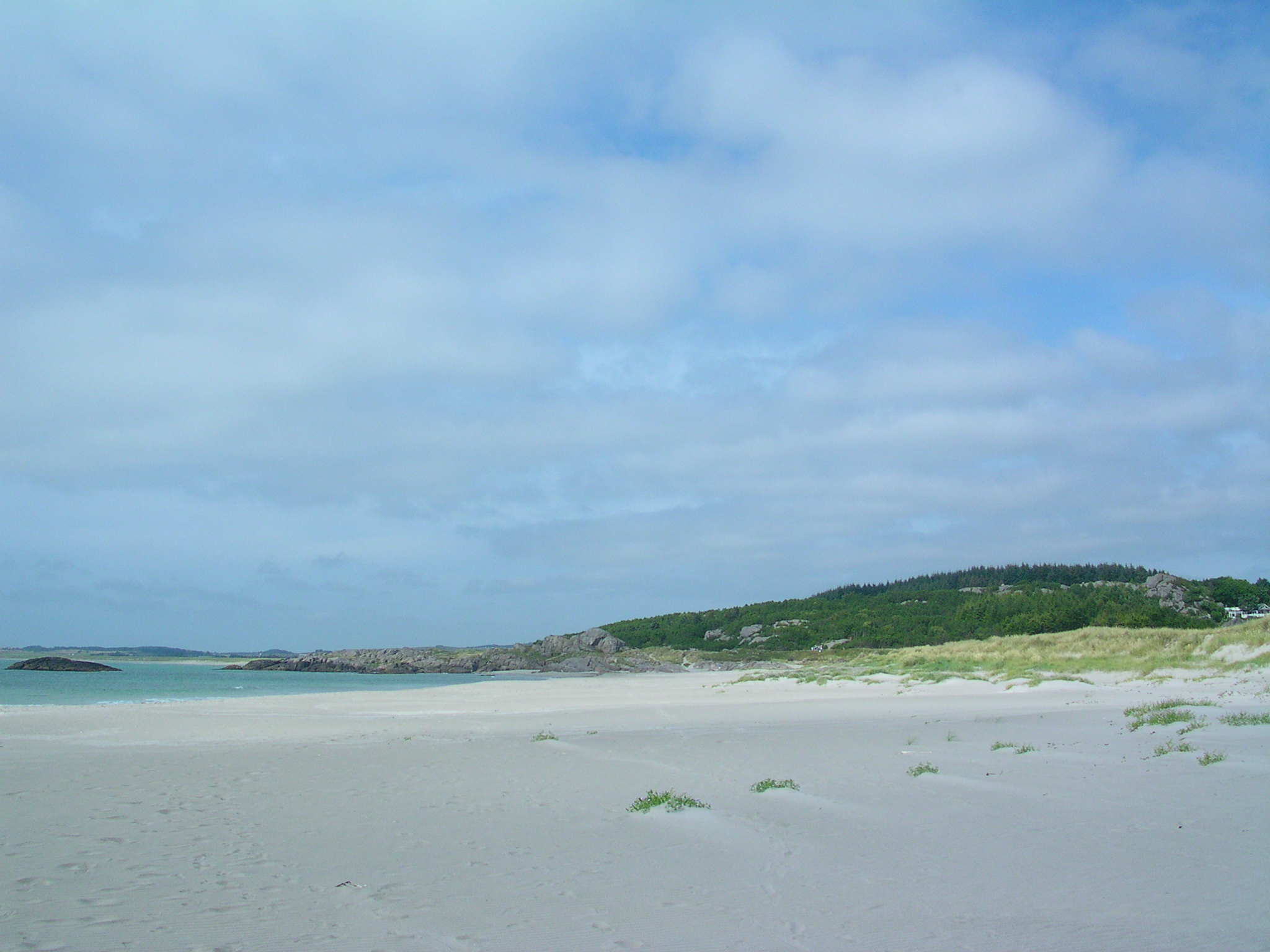
De vlakke kust, bij Ogna

Jæren is een van de districten van Noorwegen. Het is een voor Noorwegen ongebruikelijk vlakke streek die zich uitstrekt langs de kust van Rogaland tussen Stavanger en de gemeente Hå. Het is een belangrijk landbouwgebied. In de acht gemeenten die samen Jæren vormen wonen ruim 300.000 mensen. De naam wordt ook gebruikt voor het lokale tingrett waar zes van de gemeenten ondervallen.

## Gemeenten
- Sandnes
- Stavanger
- Hå
- Klepp
- Time
- Gjesdal
- Sola
- Randaberg